# Фроссаско
Фроссаско (итал. Frossasco) — коммуна в Италии, располагается в регионе Пьемонт, в провинции Турин.
Население составляет 2699 человек (2008 г.), плотность населения составляет 135 чел./км². Занимает площадь 20 км². Почтовый индекс — 10060. Телефонный код — 0121.
Покровителем коммуны почитается святой Донат из Ареццо, празднование 7 августа.

## Демография
Динамика населения:

## Города-побратимы
- Сен-Жан-де-Муаран, Франция
- Пьямонте, Аргентина

## Администрация коммуны
- Официальный сайт: http://www.comune.frossasco.to.it